# 김민공
김민공(金敏恭. 생몰년 미상)은 문성왕의 손자로, 아버지는 상대등 김안(金安)이다. 벼슬이 신라(新羅)의 각간(角干) 또는 시중(侍中)이다.

## 삼국사기 기록
헌강왕(憲康王) 6년(서기 880) 9월 9일, 임금이 좌우의 신하들과 월상루(月上樓)에 올라가 사방을 바라보니, 서울에 민가가 즐비하고 노랫소리가 연이어 들렸다. 임금이 시중 민공을 돌아보면서 말하였다.
“내가 들었는데, 지금 민간에서는 짚이 아닌 기와로 지붕을 덮고, 나무가 아닌 숯으로 밥을 짓는다 하니 과연 그러한가?”
민공이 대답하였다.
“저도 역시 일찍이 이와 같다는 말을 들었습니다.”
이어서 또 아뢰었다.
“임금께서 즉위하신 이후로 음양이 조화롭고 바람과 비가 순조롭고, 해마다 풍년이 들고 백성들은 먹을 것이 풍족하며, 국경이 안정되고 도시에서는 즐거워하니, 이것은 임금의 어진 덕에 의하여 이루어진 것입니다.”
임금이 기뻐하며 말하였다.
“그것은 그대들의 도움에 힘입은 것이지 나에게 무슨 덕이 있겠는가?”
六年 九月九日 王與左右 登月上樓 四望 京都民屋相屬 歌吹連聲 王顧謂侍中敏恭曰 孤聞今之民間 覆屋以瓦不以茅 炊飯以炭不以薪 有是耶 敏恭對曰 臣亦嘗聞之如此 因奏曰 上卽位以來 陰陽和 風雨順 歲有年 民足食 邊境謐靜 市井歡娛 此 聖德之所致也 王欣然曰 此 卿等輔佐之力也 朕何德焉

## 가계도
- 증조부 : 신무왕(神武王, ? ~ 839, 재위:839~839)
- 증조모 : 정계부인(貞繼夫人) 또는 정종태후(定宗太后)
- 조부 : 문성왕
- 조모 : 소명왕후(炤明王后) 박씨(朴氏) - 선강태자(宣康太子) 김충공(金忠恭)의 딸, 조명부인(照明夫人)이라고도 한다.
  - 부 : 김안(金安),[2] 벼슬이 상대등
    - 아들 : 김인경(金仁慶)[3], 일명(一名) 김실홍(金實虹)[4] - 각간(角干) 또는 이찬(伊飡) - 의흥왕(懿興王) 추봉
      - 손자 : 김억렴(金億廉) - 잡간(匝干)
      - 손자 : 김효종(金孝宗) -  대아찬(大阿飡), 신흥왕(神興王)에 추봉

## 김민공이 등장하는 작품
- 《태조 왕건》 (KBS, 2000년~2002년, 배우: 신종섭)